# Vox Media (azienda)
Vox Media è una società di media digitali statunitense fondata il 14 luglio 2005 con il nome di "SportsBlogs Inc." da Jerome Armstrong, Tyler Bleszinski e Markos Moulitsas, con sede a Washington e a New York.

## Storia
L'azienda ha cambiato nome in Vox Media nel 2011. Al momento possiede otto marchi editoriali: SB Nation (sport), The Verge (tecnologia e cultura), Polygon (videogiochi), Curbed (beni immobili e case), Vox (notizie di interesse generale), Eater (cibo e vita notturna), Racked (shopping, bellezza e moda) e Recode (technology business).
Vox Media possiede uffici a Los Angeles, Chicago, Austin e San Francisco. L'azienda gestisce ora oltre 300 siti web con oltre 400 scrittori a disposizione.